# Krzysztof Jaroszyński (prawnik)
Krzysztof Maurycy Jaroszyński (ur. 1977) – polski prawnik, doktor nauk prawnych, administratywista.

## Życiorys
Absolwent Wydziału Prawa i Administracji Uniwersytetu Warszawskiego. Specjalista w zakresie prawa administracyjnego, postępowania administracyjnego oraz publicznego prawa gospodarczego. W 2008 obronił na macierzystej uczelni doktorat z zakresu prawa administracyjnego. W latach 2001–2010 asystent i wykładowca na warszawskich uczelniach wyższych: Uniwersytecie Kardynała Stefana Wyszyńskiego, Uniwersytecie Warszawskim i w Szkole Głównej Handlowej.
Od 2001 współpracownik warszawskich kancelarii prawniczych (Kancelaria Adwokacka Adam Jaroszyński, Kancelaria Marek Wierzbowski). Świadczył usługi prawne w zakresie prawa gospodarczego, procedury administracyjnej oraz prawa procesu inwestycyjno-budowlanego. Od 2005 dyrektor zespołu prawnego w firmie doradczej Inplus. Zajmował się doradztwem w zakresie sektora energetycznego oraz sporami związanymi z funkcjonowaniem rynków regulowanych.
Od 2010 do 5 stycznia 2012 prezes Urzędu Transportu Kolejowego.